# Eurodryas alfacaria
Eurodryas alfacaria är en fjärilsart som beskrevs av Ribbe 1910. Eurodryas alfacaria ingår i släktet Eurodryas och familjen praktfjärilar. Inga underarter finns listade i Catalogue of Life.